# Kristin Bekkevold
Kristin Bekkevold Sørum, née le 19 avril 1977 à Gjøvik, est une footballeuse norvégienne, jouant au poste de défenseur central.

## Biographie
Elle est internationale norvégienne de 2000 à 2001 à 12 reprises pour 1 but. Elle participe aux Jeux olympiques d'été de 2000, la Norvège remportant le titre olympique.